# Xenocytaea anomala
Xenocytaea anomala là một loài nhện trong họ Salticidae.
Loài này thuộc chi Xenocytaea. Xenocytaea anomala được Berry, Joseph A miêu tả năm 1998. Beatty & Jerzy Prószyński.